# Phyllis Shand Allfrey
Phyllis Shand Allfrey, född 1908, död 1986, var en dominikansk politiker.
Hon var socialminister 1958. 
Hon var sitt lands första kvinnliga minister.  